# Little Big Man
Little Big Man är en amerikansk film från 1970 i regi av Arthur Penn. Little Big Man karakteriseras oftast som en westernfilm eller episk film, men filmen omfattar flera litterära/filmiska genrer, som komedi, drama och äventyr.

## Handling
Den 121-årige Jack Crabb (Dustin Hoffman) ser tillbaka på sitt liv. Han blev föräldralös när hans föräldrar dödades av indianer. Cheyenneindianerna adopterade honom och han uppfostrades som indian. I tonåren återvänder han till de vitas värld och prövar på olika yrken: försäljare av medicin, revolverman, handelsman, spejare och fyllo. Han återvänder till sin indianstam, men när general Custer (Richard Mulligan) dödar hans indianska hustru och barn vid en massaker beslutar han sig för att hämnas, och som spejare för armén lurar han Custer att anfalla vid Little Big Horn.

## Tag line
Little Big Man was either the most neglected hero in history or a liar of insane proportion!

## Medverkande (urval)
- Dustin Hoffman - Jack Crabb
- Faye Dunaway - Mrs. Louise Pendrake
- Chief Dan George - Old Lodge Skins
- Martin Balsam - Mr. Merriweather
- Richard Mulligan - General Custer
- Jeff Corey - Wild Bill Hickok
- Amy Eccles - Sunshine

## Om filmen
Filmen är ett exempel på de så kallade revisionistiska westernfilmer som kom i slutet av 1960-talet och där handlingen inte längre skildras ur de vita nybyggarnas perspektiv. Den bygger romanen med samma namn av Thomas Berger.

## Mottagande
Little Big Man hyllades av både publik och filmkritiker. Enligt filmsajten Rotten Tomatoes gav 24 av 26 filmkritiker positiva omdömen, i genomsnitt 7,9 av 10 möjliga, och totalt sett en rankning av kritiker på 96 % av 100 möjliga. Från publiken, de drygt 10 000 som röstat, får den en rankning på 87 %.

### Utmärkelser
Chief Dan George nominerades både till en Oscar för bästa manliga biroll och Golden Globe för bästa biroll, och fick både National Society of Film Critics Award (NSFC) och New York Film Critics Circle Award. Hoffman nominerades som bästa skådespelare av  The British Academy of Film and Television Arts (BAFTA). Calder Willingham nominerades för sitt manus till Writers Guild of America Award som "bästa drama från annat medium". 
Filmen fick också ett specialomnämnande vid Moskvas internationella filmfestival 1971.
År 2014 bedömdes filmen som" kulturellt, historiskt och estetiskt signifikant av USA:s kongressbibliotek, som valde ut den att bevaras i det nationella filmarkivet, National Film Registry.